# Френсис Чичестър
Сър Френсис Чичестър (на английски: Francis Chichester) е английски пилот, самотен мореплавател и писател на произведения в жанра пътепис и мемоари.

## Биография и творчество
Френсис Чичестър е роден на 17 септември 1901 г. в Барнстъпъл, Девън, Англия, в семейството на пастора Чарлз Чичестър и Емили Ани Пейдж. Втори от четири деца. От шестгодишна възраст учи в пансиона за момчета Малбъро Колидж в Уилтшър, където е подложен на системен тормоз. Напуска на седемнадесет години и работи като ратай. На осемнадесетгодишна възраст емигрира в Нова Зеландия, където първоначално работи на различни временни работи, а после за десет години изгражда проспериращ бизнес в горското стопанство и строителството, но страда от тежки загуби през Голямата депресия. През 1923 г. се жени за първата си съпруга, която умира през 1929 г.
Завръща се в Англия през 1929 г., за да посети семейството си. Взема уроци по летене и става квалифициран пилот. Със самолет „De Havilland DH.60 Moth“ прави опит да премине самостоятелно от Англия до Нова Зеландия като го прави за 41 дни, оцелявайки след аварийно кацане в Либия. За приключението си пише първата си книга „Solo to Sydney“ публикувана през 1930 г.
С помощта на допълнителни поплавъци прави първият полет от изток на запад между Австралия и Нова Зеландия като става първият, който се приземява със самолет на островите Норфолк и Лорд Хау. При полетите си се ориентира по изработен от него секстант, който ползва във време на пилотиране. По-късно същата година прави опит за околосветско прелитане, но в японския град Кацура се закача в телеграфни жици и се блъска в подпорна стена. Има 13 счупени кости и му трябват 5 години, за да се възстанови напълно.
През 1936 г. купува нов самолет и прави полет от Сидни до Лондон през Азия. През 1937 г. се жени за Шийла Крейвън.
По време на Втората световна война влиза в резерва на Кралски военновъздушни сили през 1941 г. Работи като инструктор във Въздухоплавателната школа и пише ръководства за навигация. В края на войната остава в Англия и на базата на военни карти прави своя карта, а заедо със съпругата си основава фирмата „Франсис Чичестър“ ООД.
През 1953 г. купува първата си яхта „Джипси Мот IІ“ като участва в морски състезания. През 1956 г. е диагностициран с рак на белия дроб. Той се отказва от операция, отива в Южна Франция и прави холистична терапия (макробиотична диета), получава ремисия и остава вегетарианец за останалата част от живота си.
През 1960 г. печели трансатлантическа надпревара с яхтата си „Джипси Мот IІІ“ поставяйки рекорд от 40 дни. След 4 години печели второ място в регатата.
Вдъхновен от Джошуа Слоукъм, в периода 27 август 1966 г. – 28 май 1967 г. прави самостоятелна обиколка на света с яхтата „Джипси Мот IV“, тръгвайки от Плимут и завръщайки се там след 226 дни плаване само с едно спиране в Сидни. През юли 1967 г. за постижението си е удостоен с отличието Командор на Ордена на Британската империя. Приключенията си по време на плаването описва в книгата си „Джипси Мот IV около света“.
През 1970 г. прави опит да преплува 4000 мили за 20 дни с яхтата „Джипси Мот V“, но не успява.
Френсис Чичестър умира от рак на 26 август 1972 г. в Плимът.
През 1979 г. рок-групата „Дайър Стрейтс“ отдава почит на постиженията му с песента „Single Handed Sailor“ от албума си „Communiqué“.
През 2005 г. яхтата „Джипси Мот IV“ е възстановена, прави околосветска обиколка, и на 28 май 2007 г. (след 40 години) акостира в Плимът. Изложена е в Гринуич.

## Произведения
- Solo to Sydney (1930) – в „Обзървър букс“ №3, Англия-Сидни
- Seaplane Solo (1933) – в „Обзървър букс“ №4, Нова Зеландия-Австралия, издаден и като „Alone Over the Tasman Sea“ (1945, 1966)
- Ride the Wind (1936) – в „Обзървър букс“ №5, Сидни-Япония
- Astro-Navigation (1940)
- Night and Fire Spotting (1941)
- Star Recognition (1943)
- Solo To Sydney (1930) & (1982)
- Ride On The Wind (1936) & (1967)
- Alone Across the Atlantic (1961)
- Atlantic Adventure (1962)
- The Lonely Sea and the Sky (1964) – автобиография
- Along The Clipper Way (1966 & 1967) – антология
- Gipsy Moth Circles the World (1967)
Джипси Мот IV около света, изд.: „Медицина и физкултура“, София (1973), прев. Ирина Флорова, Николай Флоров
- How to Keep Fit (1969)
- The Romantic Challenge (1971)